# LATAM 페루의 운항 노선
아래는 LATAM 페루의 취항지 목록으로 자회사인 LATAM 아르헨티나, LATAM 에콰도르, LATAM 칠레, LATAM 콜롬비아도 포함된다.(2016년 9월 현재)

## 운항 노선

### 유럽
- 스페인
  - 마드리드 - 마드리드 바라하스 국제공항
  - 바르셀로나- 바르셀로나 엘프라트 국제공항

### 아메리카

#### 북아메리카
- 미국
  - 워싱턴 D.C - 워싱턴 덜레스 국제공항
  - 뉴욕 - 존 F. 케네디 국제공항
  - 로스앤젤레스 - 로스앤젤레스 국제공항
  - 마이애미 - 마이애미 국제공항
  - 올랜도 - 올랜도 국제공항
- 멕시코
  - 멕시코시티 - 멕시코시티 국제공항
  - 캉쿤 - 캉쿤 국제공항

#### 남아메리카
- 볼리비아
  - 라파스 - 엘알토 국제공항
  - 산타크루스데라시에라 - 비루비루 국제공항
- 브라질
  - 상파울루 - 상파울루 구아룰류스 국제공항
  - 포스두이구아수 – 포스두이구아수 국제공항
- 아르헨티나
  - 부에노스아이레스 - 미니스토로 피스타리니 국제공항
  - 코르도바 - 인헤니에로 아에로나르띠꼬 엠브로시오 L.V. 타라벨라 국제공항
- 에콰도르
  - 키토 - 마리스칼 수크레 국제공항 포커스 시티
- 칠레
  - 산티아고 - 코모도로 아르투로 메리노 베니테스 국제공항
  - 항가로아 - 마타베리 국제공항
- 콜롬비아
  - 보고타 - 엘도라도 국제공항
  - 메델린 - 호세 마리아 코르도바 국제공항
  - 칼리 - 알폰소 보니야 아라곤 국제공항
- 페루
  - 리마 - 호르헤 차베스 국제공항 메인 허브
  - 아레키파 - 로드리게스 바이욘 국제공항 포커스 시티
  - 아야쿠초 - 알프레도 멘디빌 듀란테 공항
  - 이키토스 - 프란시스코 세카다 바긴티아 국제공항
  - 치클라요 - 호세 A. 키뇨레스 곤잘레스 국제공항
  - 카하마르카 - 아르만도 로보랜도 이글레시아스 공항
  - 쿠스코 - 알레한드로 벨라스코 아스테테 국제공항 포커스 시티
  - 타라포토 - 기예르모 델 카스틸요 파데레스 공항
  - 타크나 - 카를로스 시리아니 산타로사 국제공항
  - 튬베스 - 페드로 칸가 로드리게스 공항
  - 트루히요 - 카를로스 마르테스 델 피니요스 국제공항
  - 푸갈파 - 캡틴 롤덴 국제공항
  - 푸에르토말도나도 - 파드레 아담즈 국제공항
  - 피우라 - 기예르모 콘차 이베리코 국제공항
  - 훌리아카 - 잉카 망코 카파크 국제공항

#### 카리브해
- 도미니카 공화국
  - 푼타카나 - 푼타카나 국제공항
- 쿠바
  - 하바나 - 호세 마르티 국제공항

## 단항 노선

### 유럽
- 프랑스
  - 파리 - 샤를 드 골 국제공항

### 아메리카

#### 북아메리카
- 미국
  - 샌프란시스코 - 샌프란시스코 국제공항[1]

#### 남아메리카
- 베네수엘라
  - 카라카스 - 시몬 볼리바르 국제공항
- 콜롬비아
  - 카르타헤나 - 라파엘 누녜스 국제공항
- 칠레
  - 이키케 - 디에고 아라세나 국제공항